# Bajirao Mastani (banda sonora)
Bajirao Mastani es el álbum de banda sonora, compuesto por Sanjay Leela Bhansali con la asistencia de Shreyas Puranik, para la película homónima de cine hindi del 2015. Los protagonistas de la película son Ranveer Singh, Deepika Padukone y Priyanka Chopra. El álbum, originalmente grabado en hindi, se compone de diez canciones, y fue lanzado el 24 de noviembre de 2015 por Eros International. La banda sonora de la película está compuesta por Sanchit Balhara.
Las canciones de la película se intercalan en consonancia con la situación y naturaleza de cada escena. Fueron compuestas de forma progresiva y conjunta al guion durante los 12 años de su realización. Bhansali se inspiró en la banda sonora de la película de cine clásico hindi Mughal-e-Azam. Los géneros que abarca la banda sonora van desde la literatura marathi, la música sufi, lavani, qawwali y música clásica de India; aparte de la fusión de diferentes Ragas en sus canciones.
Tras su lanzamiento, los críticos de música anticiparon un veredicto positivo ante la coordinación de las canciones con el relato de la historia y las escenas de la película. Señalaron el estilo del álbum como semiclásico, haciendo especial hincapié en su armonía, sus melodías y ritmos. Aunque mencionaron también que algunos de sus sonidos eran estruendosos pero elaborados, en consonancia con cada escena.
Sanjay Leela Bhansali fue nominado a los Filmfare Award for Best Music Director de 2016 por su dirección de la banda sonora. Aun así, fue Shreya Ghoshal quién ganó el premio por la canción Deewani Mastani. Los artistas Justin Jose y Biswadeep Chatterjee ganaron el premio National Film Awards for Best Audiography, otorgado al primero por la edición del sonido y al segundo por el diseño del sonido. La película fue nominada bajo la categoría de Best Original Music en los Asian Film Awards de 2016.

## Desarrollo
Sanjay Leela Bhansali se inspiró en la banda sonora de la película Mughal-E-Azam, de 1960, para la canción Albela Sajan, trabajando con la artista Kishori Amonkar, quién cantó la canción original en una raga bhoopali. La composición también se mezcló con el estilo Ahir Bhairav. Bhansali añadió que Shiv Kalyan Raja, un álbum en marathi de Hridaynath Mangeshkar, aparte de aspectos de la literatura marathi y la música clásica india, fueron parte de su inspiración para la banda sonora de Bajirao Mastani. La canción Mohe Rang Laal fue compuesta cuándo Bhansali esperaba en el aeropuerto varias horas tras la cancelación de un vuelo. La composición inicial de Deewani Mastani data de doce años atrás. Bhansali confesó que la concibió mientras se duchaba y añade que: "Esa fue la primera vez que pensé en hacer de Bajirao Mastani una película". La canción comienza en marathi, con la frase: "Nabhatoon aali apsara, ashi sundara, saaz sazvuna", es decir, "Un hada ha bajado del cielo, tan hermosa y toda vestida". El guionista Prashant Ingole, al escribir la canción Gajanana, declaró: "Se me pidió que escribiera un aarti para Ganpati y yo quería hacer algo que nunca se hubiera hecho antes, así que regresé a casa y le pregunté a mi madre los diferentes nombres de Ganeshji y tomé nota".
Justin Jose fue clave en la mezcla de sonido de la banda sonora y la creación de la partitura original. Según él, algunas escenas requirieron mucha fuerza, carácter y humor. El equipo involucrado en la mezcla de sonido trabajó durante casi 600 horas durante un mes y medio. Tuvieron que estudiar tanto los personajes históricos como el período de la película y adaptarse a los requisitos del director, Bhansali, para fijar los sonidos en Dolby Atmos.

## Respuesta de los críticos

### Canciones
El crítico de música Joginder Tuteja, de Bollywood Hungama, dio al álbum 3.5 estrellas de 5. Y dijo: "La banda sonora de Bajirao Mastani está en la línea de lo esperado. Un álbum de peso de hasta 10 pistas, con bases clásicas y algunas canciones potencialmente populares.Aunque al menos la mitad de las canciones son principalmente situacionales, dada la experiencia de Sanjay Leela Bhansali, cuando se entrelaza con imágenes maravillosas, es de esperar que hagan una fantástica impresión en la pantalla." El crítico R. M. Vijayakar, en su revisión para el periódico India-Del oeste, dio a la banda sonora una puntuación de 4.5 sobre 5 y describió el álbum como un "fragante rosa". Declaró: ""El ambiente maharashtriano, complementado con riffs, coros, versos y extractos maratíes tradicionales, domina la fascinante música de" Bajirao Mastani ", la mejor interpretación musical de Sanjay Leela Bhansali desde Hum Dil De Chuke Sanam (1999)." Aelina Kapoor, de la web Rediff.com, dio el álbum una puntuación de 3 sobre 5. Comparó el álbum con "una montaña rusa de sensaciones", afirmando que la música de Bajirao Mastani es un paseo de altos y bajos. Aunque no hay nada malo que decir sobre las melodías de Bhansali aquí, hay bastantes altibajos en las 10 canciones de la banda sonora. Hay mucho qawalli y romance en la banda sonora de Bajirao Mastani".
Suanshu Khurana, del periódico The Indian Express, dio al álbum 3.5 estrellas sobre 5 y declarados, "En muchas partes, Baajirao Mastani suena fresco, como la música cuidadosamente restaurada de los tiempos de Bajirao. Algunas pistas funcionan mejor que otras. Comparado entre el sonido distinto de Bhansali y un equilibrio entre moderación y exuberancia ". Kasmin Fernandes, de The Times Of India dio al álbum 3.5 estrellas sobre 5 y elogió las letras de Siddharth-Garima, cantandas por Arijit Singh, Vishal Dadlani y Shreya Ghoshal. Devesh Sharma, en su revisión crítica para Filmfare, dio al álbum 3 estrellas sobre 5, declarando que, "La banda sonora de Bajirao Mastani no es para el oyente medio, utilizado el masala con gancho, es de un gusto exquisito, pero definitivamente ofrecería mejor sus riquezas si disminuyera sus inhibiciones." Música limpia y armónica que se inclina hacia la melodía y el ritmo. Surabhi Redkar, de la web Koimoi, asignó al álbum una puntuación de 3 sobre 5. Resumió que "La banda sonora de Bajirao Mastani es un conjunto mixto, los números clásicos sobresalen de los demás y se espera que el álbum tenga un complemento visual equivalente".

### Puntuación original
En su revisión para Bollywood Hungama, Taran Adarsh escribió: "Bhansali sintetiza la música en esta película histórica con mucho cuidado, las canciones (también compuestas por Bhansali) son hipnóticas y se han coreografiado con precisión. Las que más destacan son «Deewani Mastani», «Albela Sajan» y «Pinga» La puntuación de fondo de Sanchit Balhara es maravillosa". Subhash K. Jha declaró que las canciones que compone Bhansali nunca se entromenten en los temas de amor y de la guerra, sino que mejoran el tema "con sumplementos suntuosos y supremos". Srijana Mitra Das le otorgó, en su revisión para The Times of India, una puntuación de 3.5 sobre 5. Dhriti Sharma, de Zee News, exclamó: "Su música es como un respiro de aire fresco y las canciones han sido dispuestas a la perfección. Le da un plus a la estruendosidad de fondo que incrementa la intensidad de cada fotograma". En las mismas líneas, el crítico Raja Sen, de Rediff, también la denominó estruendosa. Namrata Joshi, de The Hindu, declaró: "No hay un momento de silencio. Incluso cuándo hay, el susurro de la música de fondo toma el control". Ananya Bhattacharya, de India Today, dijo: "La música de la película me está persiguiendo. La música incidental, Deewani Mastani y Aayatson (..) de las se quedan con uno mucho tiempo después de terminar la película". Surabhi Redkar, en su reseña para Koimoi dijo, "La música conmovedora también halaga, excepto Pinga, la cuál no es una delicia para la mirada". El crítico Rajeev Masand opinó que la narrativa cojea debido a demasiadas canciones. En su revisión para NDTV, Saibal Chaterjee dijo: "Cada emoción en la película ―ya sea el amor, el anhelo o el valor en el campo de batalla― se traduce en una gran y elaborada rutina de canto y danza. Algunas de las piezas del conjunto musical no suenan verdaderas en una historia épica sobre un hombre cuyo sitio en la historia es principalmente como un general imbencible". Suprateek Chatterjee, de The Huffington Post India apuntó: "La música incidental de Sanchit Balhara está orquestada sinceramente, pero domina el paisaje sonoro de la película junto con una mala mezcla de sonidos especiales de batalla un poco demasiado fuertes".

## Marketing
El primer solo del álbum de la banda sonora "Gajanana" fue lanzado en el complejo deportivo Shree Shiv Chhatrapati, en Pune, en presencia del director de la película, Sanjay Leela Bhansali, Ranveer Singh y Deepika Padukone. El segundo solo de la película, titulado "Deewani Mastani" fue lanzado durante un acto cultural en Delhi. El tercer solo, titulado "Pinga" iba a ser lanzado el 14 de noviembre de 2015, pero se canceló inmediatamente tras el atentado de París de ese mismo mes. Se lanzó oficialmente el 15 de noviembre de 2015 en línea.
La canción "Malhari" fue lanzada en un acontecimiento en Bhopal, el 29 de noviembre de 2015. La canción "Albela Sajan" y "Aayat" junto con "Malhari" fueron lanzadas en ese orden como singles promocionales tras la liberación del álbum íntegro.

### Gráficos de la banda sonora
Al final de 2015, la música de la banda sonora garnered vistas de críticos. Sankhayan Ghosh Del Hindu escribió: " hay pocos filmmakers tan musicales cuando Sanjay Leela Bhansali, quién tomó un paso adelante en tomar control lleno sobre su tela audiovisual ambiciosa en Bajirao Mastani. Mientras el potente ‘Gajanana' amplificado una secuencia crucial a una extensión grande, sea el izquierdo-fuera-de-álbum Bajirao tema, el grito de guerra-gustar cántico ‘Ji Ji Re Baji Ji Ji', aquello da la película un electrifying energía. Los favoritos de álbum incluidos ‘Deewani Mastani', ‘Ab Toh Jaane Na Doongi', ‘Mohe Rang Laal' y ‘Aaj Ibadat'. Mientras que Karthik Srinivasan para el mismo diario opined, "Sanjay Leela Bhansali finalmente conseguía su derecho de sintonía musical en Bajirao Mastani". En el Rollo noticioso, el álbum de banda sonora estuvo ligado atop (a la banda sonora de Tamasha), Manish Gaekwad declaró: "Bajirao Mastani cuando uno de la parte superior cinco puntuaciones del año. La música, por escritor y director Sanjay Leela Bhansali, combina su único blend de sonidos con su tema. "Deewani Mastani" Fusiona elementos de Marathi folk con Sufi, estableciendo la exposición de su carácter a ambas formas. El grito de guerra "Malhari" y el devotional "Gajanana" es armas en Bajirao armadura. El álbum también engrana semiclásico con qawwali en "Aayat" mientras "Mohe Rang Laal" ha Pandit Birju Maharaj interspersing Shreya Ghoshal vocals con Kathak bols (sílabas mnemotécnicas) "Albela Sajan" de Hum Dil De Chuke Sanam (1999), consigue un makeover con un sitar y coro interlude. "Pinga" Y "Fitoori" incorporar un lavani tempo con Bollywood trimmings para producir una mezcla fantástica." En su recopilación para Hindustan Tiempo, Juhi Chakraborty menciona: "número Clásico "Albela Sajan" ha sido revisited muchas veces sobre los años y Bhansali, quién utilizó la pista en su superhit Hum Dil De Chuke Sanam, traído fuera de otra versión de la canción- este tiempo para su saga de amor del periodo Bajirao Mastani. Mientras el Hum Dil De Chuke Sanam la pista era más blanda, esto uno es más alegre y un número de cantantes."

## Créditos de álbum
Los créditos adaptaron de CD liner notas del álbum de banda sonora.
Toda música de álbum de la banda sonora compuesta por Sanjay Leela Bhansali, exceptúa pista "Gajanana" compuso por Shreyas Puranik.

### Respaldando vocals
Créditos para respaldar vocals adaptado de metadata del álbum en el iTunes.
- Shadab Faridi, Altamash Faridi, Farhan Sabri (para la pista "Deewani Mastani")
- Mujtaba Aziz Naza, Shadab Faridi, Altamash Faridi, Farhan Sabri (para la pista "Aayat")
- Shadab Faridi, Altamash Faridi, Shashi Suman, Shreyas Puranik (para la pista "Aaj Ibaadat")
- Aishwarya Bhandari, Geetikka Manjrekar, Kanika Joshi, Mayur Sakhare, Shreyas Puranik, Maneesh Singh, Vivek Naik, Devendra Chitnis (para la pista "Fitoori")

### Letras
- Nasir Faraaz @– Qawwali en la pista "Deewani Mastani"
- Ganesh Chandanshive @– Marathi Letras en la pista "Deewani Mastani"

### Arreglo de música y programación
- Shail-Pritesh (Para las pistas @– "Deewani Mastani", "Aayat" y "Mohe Rang Laal")
- Jackie Vanjari (para las pistas @– "Malhari", "Pinga" y "Fitoori")
- Tubby-Parik (Para las pistas @– "Mohe Rang Laal", "Aaj Ibaadat")
- Aditya Dev (para la pista "Albela Sajan")
- Abhijit Vaghani (Para la pista "Ab Tohe Jaane Na Dungi")